# 新新饭店
杭州新新饭店位于中国浙江省杭州市西湖区西湖风景区北山路58号，前身为宁波富商何宝林于1896年所建的何庄，1909年何宝林之子何积藩与董锡赓合作在此经营旅店业务，1913年冠名新新旅馆，其名称取自《礼记·大学》“苟日新，日日新，又日新”，为杭州最早的新式饭店之一，现为浙江省机关事务管理局直属事业单位。
饭店由东楼、中楼、西楼、北楼和秋水山庄等组成，共有各式房间144间套，其中中楼为原新新旅馆，建于1922年，高五层，西楼为原南浔富商别墅“孤云草舍”，建于1912年，两栋建筑均受到巴洛克建筑风格的影响，秋水山庄建于1932年。
曾在此下榻的名人有杜威、芥川龙之介、宋庆龄、宋美龄、蒋介石、蒋经国、陈布雷、朱家骅、于右任、李叔同、徐志摩、巴金、胡适、张元济、张静江、史量才、鲁迅、茅盾、郭沫若、丰子恺、华罗庚、启功、沙孟海和李可染等。

## 图集
- 东楼
- 东楼仰视
- 东楼主入口
- 中楼
- 中楼仰视
- 中楼底层柱廊
- 西楼
- 西楼
- 西楼仰视
- 秋水山庄
- 秋水山庄